# Marga Jaya (Tanjungsari)
Marga Jaya is een bestuurslaag in het regentschap Sumedang van de provincie West-Java, Indonesië. Marga Jaya telt 9096 inwoners (volkstelling 2010).